# 莫薩勒姆鎮區 (愛荷華州迪比克縣)
莫薩勒姆鎮區（英語：Mosalem Township）是位於美國愛荷華州迪比克縣的一個行政鎮區。

## 地方資料
根據2010年美國人口普查的數據，莫薩勒姆鎮區的面積為85.08平方千米，當中陸地面積為79.70平方千米，而水域面積為5.38平方千米。當地共有人口1800人，而人口密度為每平方千米21.16人。